# 柳带韦
柳带韦（523年—577年7月26日），字孝孙，河东郡解县（今山西省运城市临猗县）人，出自河东柳氏西眷，西魏、北周官员。

## 生平
柳带韦性格深沉有度量，从小就喜好学习，身高八尺三寸，仪容美貌风度翩翩，擅于应对答话。韩贤担任洛州刺史时，征召柳带韦为主簿，柳带韦后来跟随叔叔们一起归附西魏，宇文泰征辟柳带韦，柳带韦因此以相府参军事为起家官。
侯景在江南作乱，宇文泰命令柳带韦出使南梁的江州和郢州，与南梁邵陵王萧纶、南平王萧恪二人往来结交。柳带韦行径到安州，遇到段宝等人反叛，柳带韦于是假传宇文泰的书信来安抚他们，段宝等人当即投降归附。柳带韦到了郢州，见到萧纶，一一申明宇文泰的意思。萧纶派遣使者跟随柳带韦到西魏回报。柳带韦因为奉命出使符合旨意，出任辅国将军、中散大夫。
大统十七年（551年），宇文泰派遣大将军达奚武谋取汉川，以柳带韦为行台左丞，跟随军队南征。当时南梁宜丰侯萧脩镇守南郑，达奚武进攻后无法取胜，就命令柳带韦入城劝萧脩说：“您固守的是天险，依仗的是援兵，保卫的是百姓。现在朝廷大军深入栈道，长驱直入汉川，这就是所凭借的天险不足以固守；武兴陷落于前，白马破亡于后，其余的部族首领是山野草寇，路途阻隔不敢前进，这就是做盼望的援兵不可依仗；再看亲戚，害怕诛戮，贪慕虚荣，追求小利，这是百姓的常情。现在朝廷大军汇集而来，四面包围，诛戮逃亡来鼓励安居，奖赏先投降来招抚后服，人人想着转祸为福的计策，家家考虑着安居的良谋，这就是管辖的百姓不能保住的道理。况且您所在的王朝动乱，国家没有主人，即使要尽忠又有所寄托，死节也不能成名，我私下认为您这样做不可取，我听说贤明的人善于观察时间行动，聪明的人顺应时变而立功。当今为您考虑，不如到军营门前请罪，归顺下官，让百姓免于涂炭，又可疑保全生命以尽孝道。这样做的话，您必定能封官赐爵，地位尊贵，名声显贵于当世，功业光照后代。哪能像现在这样进退都失去依靠，身体名声都会磨灭呢。”萧脩认为柳带韦说得对，后来就归降了。
魏废帝元钦元年（551年），柳带韦外任解县县令，二年（552年）加号骠骑将军、左光禄大夫，三年（553年）又转任汾阴县令。柳带韦揭发隐伏的坏人坏事，百姓敬畏怀念他。周明帝宇文毓初年，柳带韦被征召回朝担任地官上士。武成元年（559年），柳带韦加帅都督、治御伯下大夫，升任武藏下大夫。保定三年（563年），加大都督。保定四年（564年），加仪同三司、中外府掾。天和二年（567年），柳带韦被封为康城县男，食邑五百户，转任职方中大夫。天和三年（568年），柳带韦出任兵部中大夫，虽然屡次调动职务，仍然兼任武藏下大夫。天和三年五月乙未朔五日乙亥，柳带韦母亲王令妫去世，柳带韦为母亲守丧，后被起用为职方中大夫。天和五年（570年），柳带韦转任武藏中大夫，很快升任骠骑大将军、开府仪同三司。柳带韦身居要职十多年，处理决断事情毫不拖延，官府各办事部门都清正严明。
当时谯王宇文俭为益州总管，汉王宇文赞为益州刺史。周武帝宇文邕任命柳带韦为益州总管府长史，兼任益州别驾，辅佐二王，总管军民事务。建德年间，北周军队东征北齐，朝廷征召柳带韦为前军总管齐王宇文宪府长史。北齐平定后，柳带韦以功劳家上开府仪同大将军，爵位晋升为公，增加食邑一千户。陈王宇文纯镇守并州，以柳带韦为并州司会、并州总管府长史。建德六年六月廿六日（577年7月26日），柳带韦在并州馆舍内去世，虚岁五十五，朝廷赠予新遂楚三州刺史，谥号恺，其年岁次丁酉十月辛丑朔廿日庚申（577年11月16日）葬于小陵原酆邑南郊。儿子柳祚继承了爵位。

## 家族

### 祖父母
- 柳僧习，南齐兖州安东府司马，北魏雍州司马、北地郡颍川郡二郡大守、方舆县子[10]
- 天水赵氏，封寿昌郡君

### 父母
- 柳鷟，北魏临淮王记室参军事、赠虞州刺史[10]
- 王令妫，出自京兆王氏，北魏河北郡中山郡二郡太守、徐州东秦州二州刺史王世弼孙女，汝南郡太守王会之女，封延寿郡君[13]

### 兄弟姐妹
- 柳带经，国子学生[13]
- 柳千金，嫁木兰郡太守河东裴子元[13]
- 柳玉岫，嫁虞部郞赠雍州刺史陇西辛季庆[13]

### 夫人
- 裴心晖，出自河东裴氏，赠绛州刺史裴景渊之女，封怀仁郡君[10]

### 子女
- 柳祚，隋朝司勋侍郎、康城县公[10]
- 柳祐[10]
- 柳续，过继给柳带经[10]
- 柳智慧，嫁清渊侯荥阳郑纲[10]
- 柳四德[10]